# Цзюцзян
Цзюцзя́н (кит. упр. 九江, пиньинь Jiǔjiāng) — городской округ в  провинции Цзянси КНР.

## История
Уже во времена империи Цинь — самой первой централизованной империи в истории Китая — существовал Цзюцзянский округ (九江郡), но он не имел ничего общего с современным Цзюцзяном: его власти размещались в Шоучуне, а территориально в него входили земли современных провинций Хэнань и Аньхой, лежащие к югу от реки Хуайхэ, и земли современной провинции Хубэй, лежащие к северу от реки Янцзы.
Данные же земли вплоть до эпохи Троецарствия входили в состав совсем другого округа — Хуайнаньского (淮南郡); здесь находились уезды Чайсан (柴桑县) и Сюньян (寻阳县). Во времена Троецарствия они оказались в составе государства У, и тогда уезд Чайсан вошёл в состав Учанского округа (武昌郡), а уезд Сюньян — в состав Луцзянского округа (庐江郡). После объединения всех китайских земель в империю Цзинь, эти два уезда образовали отдельный Сюньянский округ (寻阳郡), власти которого сначала разместились в уезде Сюньян, но затем перебрались в уезд Чайсан; Сюньянский округ подчинялся Цзянчжоуской области (江州).
В эпоху Южных и Северных династий эти земли в разное время входили в состав разных государств, и их административное устройство постоянно менялось. После окончания этой эпохи и объединения китайских земель в империю Суй Цзянчжоуская область была в 603 году переименована в Цзюцзянский округ (九江郡). После смены империи Суй на империю Тан Цзюцзянский округ в 621 году вновь стал Цзянчжоуской областью, в 742 году — Сюньянским округом (浔阳郡), в 758 году — снова Цзянчжоуской областью. В эпоху Пяти династий и десяти царств Цзянчжоуская область была расформирована, а уезд Сюньян был переименован в Дэхуа (德化县).
После объединения китайских земель в империю Сун Цзянчжоуская область была создана вновь. В 982 году из Цзянчжоуской области был выделен Наньканский военный округ (南康军). После монгольского завоевания и образования империи Юань они были преобразованы в Цзянчжоуский регион (江州路) и Наньканский регион (南康路). Когда в середине XIV века по всей стране начались антимонгольские восстания, то повстанческий вождь Чэнь Юлян сделал Цзянчжоу своей столицей.
После свержения власти монголов и образования империи Мин Цзянчжоуский регион был преобразован в Цзюцзянскую управу (九江府), а Наньканский регион — в Наньканскую управу (南康府).
Во времена империи Цин в соответствии с Тяньцзинским договором и Пекинским договором в 1861 году здесь был открыт для торговли с иностранцами речной порт, и образовалась Цзюцзянская британская концессия.
После Синьхайской революции в Китае была проведена реформа структуры административного деления, в ходе которой управы были упразднены, поэтому в 1913 году Цзюцзянская и Наньканская управы были расформированы. Так как оказалось, что в провинции Фуцзянь тоже имеется уезд Дэхуа, в 1914 году уезд Дэхуа был переименован в Цзюцзян (九江县). В 1917 году уезд Цзюцзян был преобразован в город Цзюцзян.
В 1936 году город Цзюцзян вновь стал уездом, при этом его часть, лежащая к северу от Янцзы, была передана в состав уезда Хуанмэй.
На завершающем этапе гражданской войны Цзюцзян был занят войсками коммунистов 7 мая 1949 года. Урбанизированная часть уезда Цзюцзян была выделена в отдельный город Цзюцзян, а 6 сентября 1949 года был образован Специальный район Цзюцзян (九江专区), в состав которого вошли город Цзюцзян и 10 прилегающих уездов.
В 1951 году было создано Лушаньское управление (庐山管理局), под администрацию которого перешла часть территории города Цзюцзян. 25 декабря оно было расформировано, а вместо него был создан Особый район Лушань (庐山特别区), подчинённый напрямую правительству провинции Цзянси.
В 1960 году уезд Цзюцзян был присоединён к городу Цзюцзян, но 20 октября 1962 года он был создан вновь.
23 ноября 1965 года посёлок Лушань (庐山镇) был передан в состав города Цзюцзян.
В 1970 году Специальный район Цзюцзян был переименован в Округ Цзюцзян (九江地区).
В 1978 году посёлок Лушань был выделен в отдельную административную единицу уездного уровня.
Постановлением Госсовета КНР от 28 марта 1980 года город Цзюцзян был выведен из состава округа и подчинён напрямую правительству провинции Цзянси, при этом Лушань опять вошёл в его состав. В мае того же года в составе города Цзюцзян были образованы район Лушань (庐山区), район Сюньян (浔阳区) и Пригородный район (郊区).
27 июля 1983 года был расформирован Округ Цзюцзян, а входившие в его состав 10 уездов перешли под юрисдикцию властей города Цзюцзян.
В мае 1984 года был упразднён район Лушань, а вместо него образована Лушаньская туристическая зона провинции Цзянси (江西省庐山风景名胜区管理局). В августе того же года Пригородный район был переименован в район Лушань.
В декабре 1989 года уезд Жуйчан был преобразован в городской уезд.
В сентябре 2010 года был создан городской уезд Гунцинчэн.
В августе 2017 года был расформирован уезд Цзюцзян, а вместо него был создан район городского подчинения Чайсан.
Постановлением Госсовета КНР от 20 марта 2016 года уезд Синцзы был расформирован, а на землях бывшего уезда Синцзы и Лушаньской туристической зоны провинции Цзянси был создан городской уезд Лушань. Чтобы избежать дублирования названий, район Лушань был при этом переименован в район Ляньси.

## Административно-территориальное деление
Городской округ Цзюцзян делится на 3 района, 3 городских уезда, 7 уездов:
| Карта                                                                                     | Карта     | Карта     | Карта             | Карта            | Карта         |
| ----------------------------------------------------------------------------------------- | --------- | --------- | ----------------- | ---------------- | ------------- |
| ① Ляньси Чайсан Унин Сюшуй Юнсю Дэань Дучан Хукоу Пэнцзэ Жуйчан Гунцинчэн Лушань ① Сюньян |           |           |                   |                  |               |
| Статус                                                                                    | Название  | Иероглифы | Пиньинь           | Население (2010) | Площадь (км²) |
| Район                                                                                     | Ляньси    | 濂溪区    | Liánxī qū         |                  |               |
| Район                                                                                     | Сюньян    | 浔阳区    | Xúnyáng qū        |                  |               |
| Район                                                                                     | Чайсан    | 柴桑区    | Cháisāng qū       |                  |               |
| Городской уезд                                                                            | Жуйчан    | 瑞昌市    | Ruìchāng shì      |                  |               |
| Городской уезд                                                                            | Гунцинчэн | 共青城市  | Gòngqīngchéng shì |                  |               |
| Городской уезд                                                                            | Лушань    | 庐山市    | Lúshān shì        |                  |               |
| Уезд                                                                                      | Унин      | 武宁县    | Wǔníng xiàn       |                  |               |
| Уезд                                                                                      | Сюшуй     | 修水县    | Xiūshuǐ xiàn      |                  |               |
| Уезд                                                                                      | Юнсю      | 永修县    | Yǒngxiū xiàn      |                  |               |
| Уезд                                                                                      | Дэань     | 德安县    | Dé'ān xiàn        |                  |               |
| Уезд                                                                                      | Дучан     | 都昌县    | Dūchāng xiàn      |                  |               |
| Уезд                                                                                      | Хукоу     | 湖口县    | Húkǒu xiàn        |                  |               |
| Уезд                                                                                      | Пэнцзэ    | 彭泽县    | Péngzé xiàn       |                  |               |

## Экономика
В Цзюцзяне развиты нефтехимия (комбинат Sinopec Group), цветная металлургия (завод Jiangxi Copper), производство удобрений, тепловая электроэнергетика, сельское хозяйство, пищевая промышленность, логистика и туризм.

## Транспорт
Важное значение имеют речное судоходство и грузовое железнодорожное сообщение по маршруту Цзюцзян — Европа.

## Города-побратимы
- Луисвилл, США
- Каяани, Финляндия
- Копер, Словения